# Rudolf von Saint-Omer
Rudolf von Saint-Omer, auch Rudolf von Tiberias genannt (auch Raoul oder Ralph, * nach 1159; † 1219) war Seneschall von Jerusalem und Titularfürst von Galiläa.
Er ist ein jüngerer Sohn von Walter von Saint-Omer, Fürst von Galiläa und dessen Gattin Eschiva von Bures.
Nach dem Tod seines Vaters 1174 fiel das Fürstentum Galiläa zunächst an den zweiten Ehemann seiner Mutter Raimund III. von Tripolis, während dessen Amtszeit das Fürstentum vom Ayyubiden-Sultan Saladin erobert wurde. Als Raimund 1187 starb, erbte Rudolfs älterer Bruder Hugo II. von Saint-Omer nur noch ein Titularfürstentum. Nach dessen Tod 1204 erbte Rudolf im hohen Alter das Titularfürstentum.
1194 wurde er zum Seneschall des Königreichs Jerusalem ernannt. Nach dem Tod König Heinrichs I. von Jerusalem wurde er von seinem Bruder Hugo als Kandidat vorgeschlagen, Königin Isabella I. zu heiraten und den Thron zu besteigen. Sein Rivale König Amalrich I. von Zypern konnte sich jedoch gegen ihn durchsetzen. Er war ein bedeutender Jurist innerhalb des Königreiches und erstellte Anfang 1198 im Auftrag König Amalrichs die neue Gesetzessammlung Le Livre du Roi. Er nahm am Kreuzzug von Damiette (fünfter Kreuzzug) teil und starb im Jahr 1219 im Verlauf der Belagerung der ägyptischen Hafenstadt.
1168 heiratete er Agnes Garnier, Tochter des Rainald Garnier, Graf von Sidon. Mit ihr hatte er eine Tochter, Eschiva von Saint-Omer, die das Titularfürstentum erbte und Odo von Montbéliard, den Konstabler von Jerusalem heiratete und das Fürstentum 1240 infolge des Kreuzzugs von 1239 bis 1241 durch einen Vertrag mit dem Ayyubiden-Sultan as-Salih Ismail von Damaskus friedlich zurückerhielt.

## Einzelnachweis
1. ↑  L'Estoire de Eracles empereur. In: Recueil des historiens des croisades. Historiens Occidentaux. Band 2. Imprimerie Impériale, Paris 1859, S. 334, Liv. XXXII, Cap. V.